# Cosmosoma achemonides
Cosmosoma achemonides är en fjärilsart som beskrevs av Paul Dognin 1907. Cosmosoma achemonides ingår i släktet Cosmosoma och familjen björnspinnare. Inga underarter finns listade i Catalogue of Life.